# Fable III
Fable III è il terzo capitolo della saga di Fable. Si tratta di un action RPG creato da Lionhead Studios e pubblicato da Microsoft Game Studios. È stato pubblicato per Xbox 360 il 29 ottobre 2010. La versione per Microsoft Windows è stata rimandata al 20 maggio 2011.

## Caratteristiche
Il gioco è ambientato ancora una volta ad Albion e il protagonista sarà il figlio o la figlia del protagonista di Fable II. Il terzo episodio si svolge a cinquanta anni di distanza dai fatti narrati nel precedente capitolo, in un Albion messa in ginocchio dalla politica del nuovo re, Logan. Il gioco inizia con Jasper (il fidato maggiordomo di corte) intento a svegliare il principe o la principessa per poi informarlo che la sua fidanzata o il suo fidanzato deve parlargli, una volta arrivato lei lo informerà che a Bowerstone (la capitale e città nella quale risiede il principe) è scoppiata una rivolta e lo implora di chiedere a suo fratello Logan (il re) di risparmiare i capi della rivolta. Logan lo porrà davanti alla prima delle tante scelte fra bene e male: salvare i capi della rivolta o la sua fidanzata/o in entrambi i casi il principe si vedrà in camera sua, dove lo raggiungerà il suo mentore Walter che lo porta nella cripta dove è sepolto il vecchio re. Li rivelerà al principe che è un eroe e lo aiuta a fuggire dal castello per scatenare la rivoluzione.
Il resto del gioco sarà un susseguirsi di avventure allo scopo di accumulare un numero sufficiente di seguaci per detronizzare Logan. In queste avventure si scoprirà anche il continente di Aurora dove l'eroe e Walter incontreranno un tremendo nemico, lo Strisciante, che controlla l'Ombra (che come dice il nome è un insieme di oscurità e paura). Riusciranno a sfuggirvi, per poi scoprire che tiene in pugno il continente di Aurora.
Al ritorno da questo viaggio inizierà la battaglia per il destino di Albion, che vedrà vincitore il nostro eroe.
Ma una volta deposto, Logan si scusa dicendo che ha governato così brutalmente solo per radunare fondi sufficienti ad affrontare la più grande minaccia della storia di Albion. La stessa oscurità che avevano incontrato l'eroe e Walter incombe su Albion ancora più forte e tremenda e pronta a risucchiare tutta la luce di quel mondo. L'eroe ha solo un anno per radunare un esercito abbastanza forte da fronteggiare le armate dello Strisciante, allo scadere dell'anno inizierà la battaglia in cui l'eroe affronterà lo Strisciante, che vedendosi sconfitto, entra nel corpo di Walter e lo obbliga a combattere contro l'eroe che riluttante, capisce che l'unico modo per salvare Albion è uccidere Walter e con esso lo strisciante. Una volta sconfitto la storia principale sarà conclusa ma rimarranno comunque molte avventure da vivere in Albion.

## Modalità di gioco
Anche in questo capitolo saranno le scelte del giocatore a caratterizzare l'aspetto fisico e caratteriale del personaggio. A seconda delle scelte che farà anche le sue armi prenderanno un aspetto diverso (per malattie, scelte buone o cattive; inoltre ci saranno armi leggendarie che il giocatore non potrà trovare tutte nel suo mondo, ma dovrà scambiare online con altri giocatori). Il giocatore dovrà prendere delle decisioni, in base alle quali, il protagonista diventerà buono o malvagio.
Sono state inoltre aggiunte nuove combinazioni di mosse. Tuttavia, a differenza del capitolo precedente, non saranno adottate delle sfere di esperienza per modificare gli aspetti caratteristici del personaggio (uso nelle armi da mischia, armi da fuoco e magia), accrescibili solo attraverso l'apertura dei forzieri posti sulla strada per il trono. Questi scrigni richiederanno lo spendimento dei Sigilli della Gilda guadagnati nel corso dell'avventura grazie agli scontri e alle missioni terminate. I suddetti scrigni conterranno non solo i potenziamenti necessari alle abilità del personaggio, ma ve ne saranno alcuni predisposti all'aumento delle facoltà utili ad esso, come l'abilità nel commercio o le espressioni sociali che in questo capitolo saranno appannaggio di una schermata non più aperta e valida per tutti, ma solo per il protagonista e il proprio interlocutore.

## Storia

### L'inizio
Sono passati cinquant'anni da quando l'ultimo eroe di Albion, ormai deceduto, ha sconfitto Lucien Fairfax nella Malatorre ed è diventato re. Logan, erede al trono, regna su Albion in modo ostile e malvagio e molti sudditi vogliono ribellarsi a questa sua tirannia. Dopo un evento traumatico, il/la principe/principessa, fratello/sorella minore del sovrano nonché il/la protagonista,  fuggirà dal castello insieme al suo mentore Sir Walter Beck e al suo servo Jasper. Una volta fuggiti l'Eroe/Eroina si approprierà del "Sigillo della Gilda" e si ritroveranno nel Santuario, luogo lasciato loro dal padre del protagonista, usato come quartier generale per spostarsi nelle varie città di Albion e trovare degli alleati per la rivolta. Gli affidabili alleati, di cui conquisteremo la fiducia svolgendo missioni per loro conto, comprenderanno gli "Stanziali", un gruppo di nomadi accampatosi nella montagne di Mistpeck; il maggiore Swift e Ben Finn dalla "Vecchia Guardia"; Page, leader della resistenza di Bowerstone ed infine Kalin, la leader di Aurora, un continente deserto oltre l'oceano.
Mentre l'eroe/eroina si trova ad Aurora per conquistare la fiducia del popolo, si imbatterà in una creatura malvagia fatta di tenebre, chiamata "Lo Strisciante": lui e le sue truppe avevano già attaccato e distrutto Aurora, portandola nell'ombra più totale e terrorizzando la poca popolazione superstite. Ma lo Strisciante si sta preparando anche per attaccare Albion e conquistarla, ed è per questo che Logan era divenuto un tiranno quattro anni fa dopo essere tornato da Aurora, ovvero per riuscire a finanziare un esercito per proteggere Albion dall'attacco dell'oscurità.

### La rivoluzione e la monarchia
Ottenuto il sostegno del popolo l'Eroe/Eroina combatterà al fianco dei suoi alleati fino a quando non sottometterà Logan con un colpo di Stato e diventerà lui/lei stesso/a re/regina. Dopodiché Theresa gli/le rivelerà che a un anno dalla sua incoronazione un'oscura presenza di Aurora (lo Strisciante) attaccherà il mondo e che a lui/lei spetterà decidere se migliorare la condizione dei suoi sudditi essendo amato dal popolo, ma privando lo Stato dei fondi necessari per l'assalto, o peggiorarla diventando un tiranno come Logan, ma ottenendo abbastanza soldi per garantire un numero limitato di vittime civili. Inoltre l'eroe/eroina può scegliere di usare i soldi del suo fondo personale e trasferirli alla cassa dello Stato, oppure prendere tutti quelli presenti nella cassa e appropriarsene per i propri scopi e affari.
Nel periodo in cui si è re, il giocatore dovrà fare diverse scelte di natura buona o cattiva, che cambieranno la sua popolarità e lo stesso mondo, e potrà scegliere se mantenere le varie promesse fatte in precedenza, oppure non rispettarle e attuare piani con i quali lo Stato guadagnerà capitali.